# Середній міст (Базель)
47°33′36″ пн. ш. 7°35′23″ сх. д. / 47.56° пн. ш. 7.5897222222222° сх. д.
Сере́дній міст (нім. Mittlere Rheinbrücke) — найстаріша переправа через Рейн у Базелі, Швейцарія.
Розташований на 166,53 кілометрі Рейну
і є межею між Верхнім Рейном і Високим Рейном.
Перший міст у цьому місці був побудований у першій половині XIII століття і тоді був найнижчим за течією постійним мостом до гирла.
Він простояв — зі змінами — до 1903 року, коли його замінили сьогоднішнім мостом.
До відкриття Веттштайнського мосту в 1879 році Середній міст був єдиним переходом через Рейн у Базелі.

## Перший міст

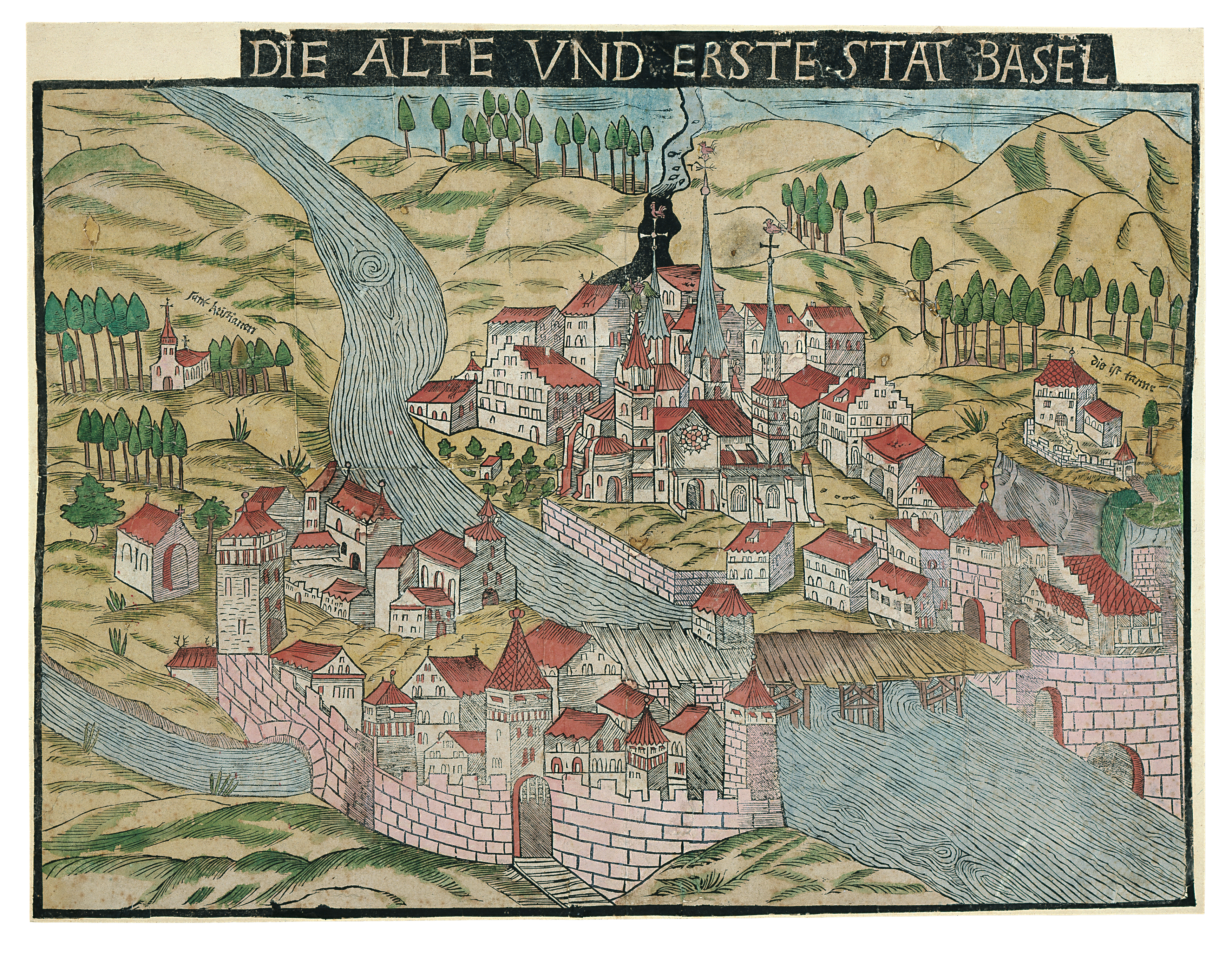
Базель до 1356 року. Так званий «найстаріший міський пейзаж Базеля» є єдиним відомим міським пейзажем до Великого землетрусу. Гравюра на дереві XV ст., заснована на втраченій картині. Автор невідомий

Точна дата побудови першого Базельського мосту через Рейн невідома.
Вперше він згадується у двох документах 1225 року, згідно з якими монастирі Св. Власія та Бюргельна звільнені від мостових податків у обмін на їх фінансовий внесок у будівництво мосту.
Тому роком побудови зазвичай вказують 1225 рік.
Однак незрозуміло, чи міст на той час уже стояв, будувався чи навіть планувався.
Вперше завершений міст можна побачити в конкретних термінах в 1244 році, в якому в документі згадується «Йоганн на мосту через Рейн».

Генріха фон Туна, який був князь-єпископом Базеля в 1216—1238 рр., можна вважати рушійною силою будівництва мосту, навіть без точного року побудови.

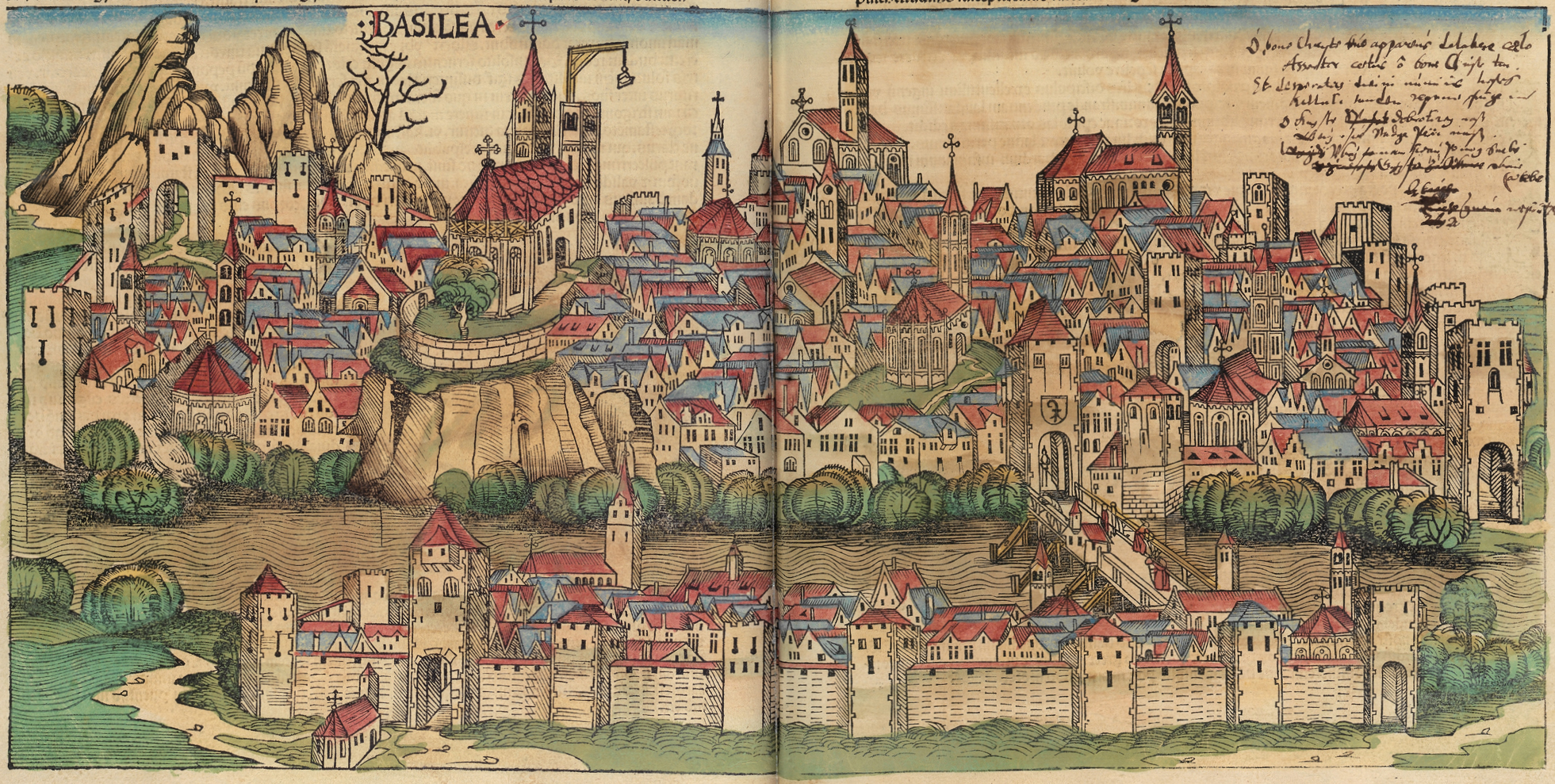
Базель близько 1493 р. Гравюра на дереві Вільгельм Плейденвурф у Всесвітній хроніці Шеделя

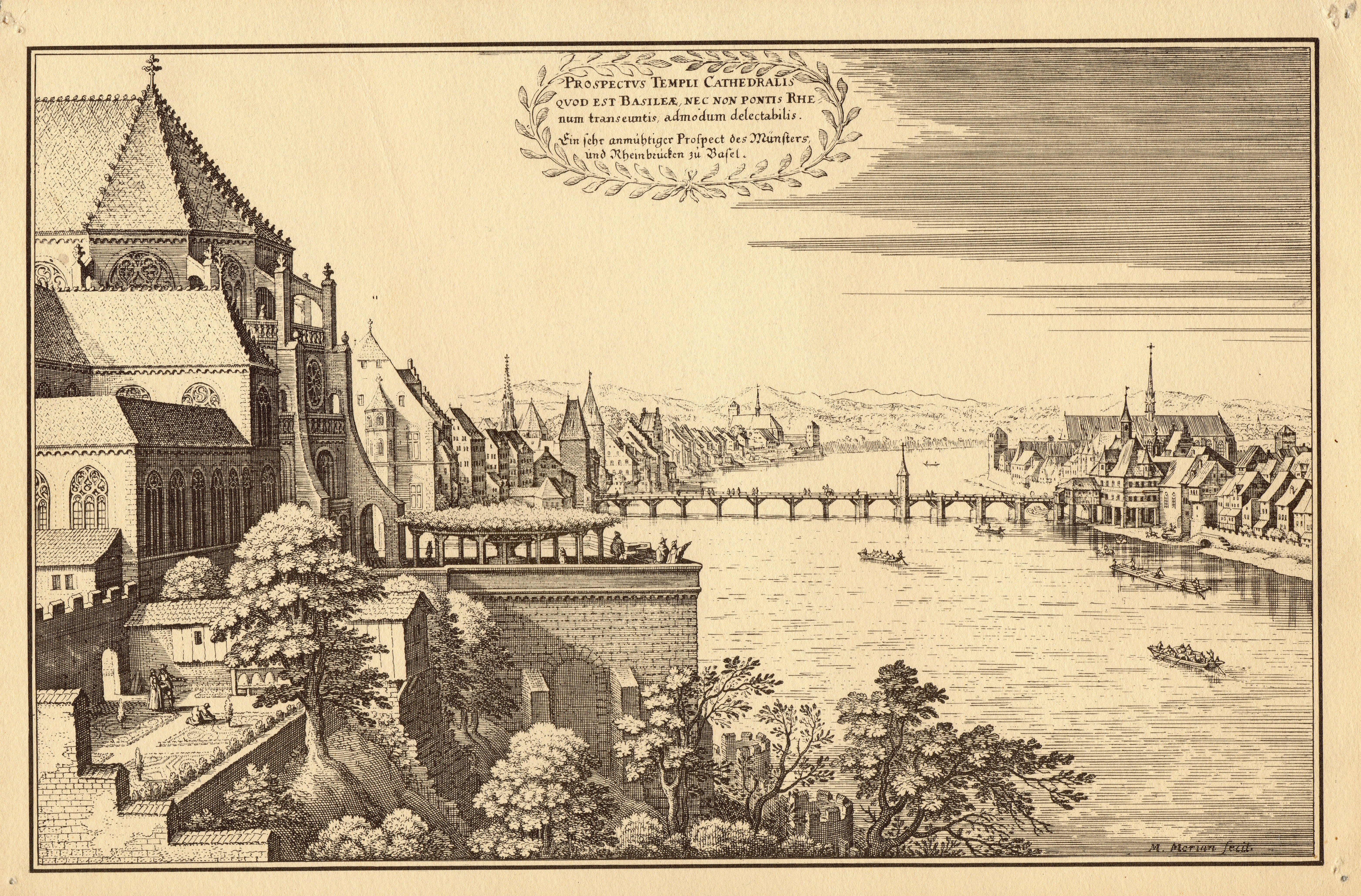
Міст близько 1642 р. Гравюра на міді Маттеуса Меріана з Topographia Germaniae, том «Helvetiae, Rhaetiae et Valisiae»

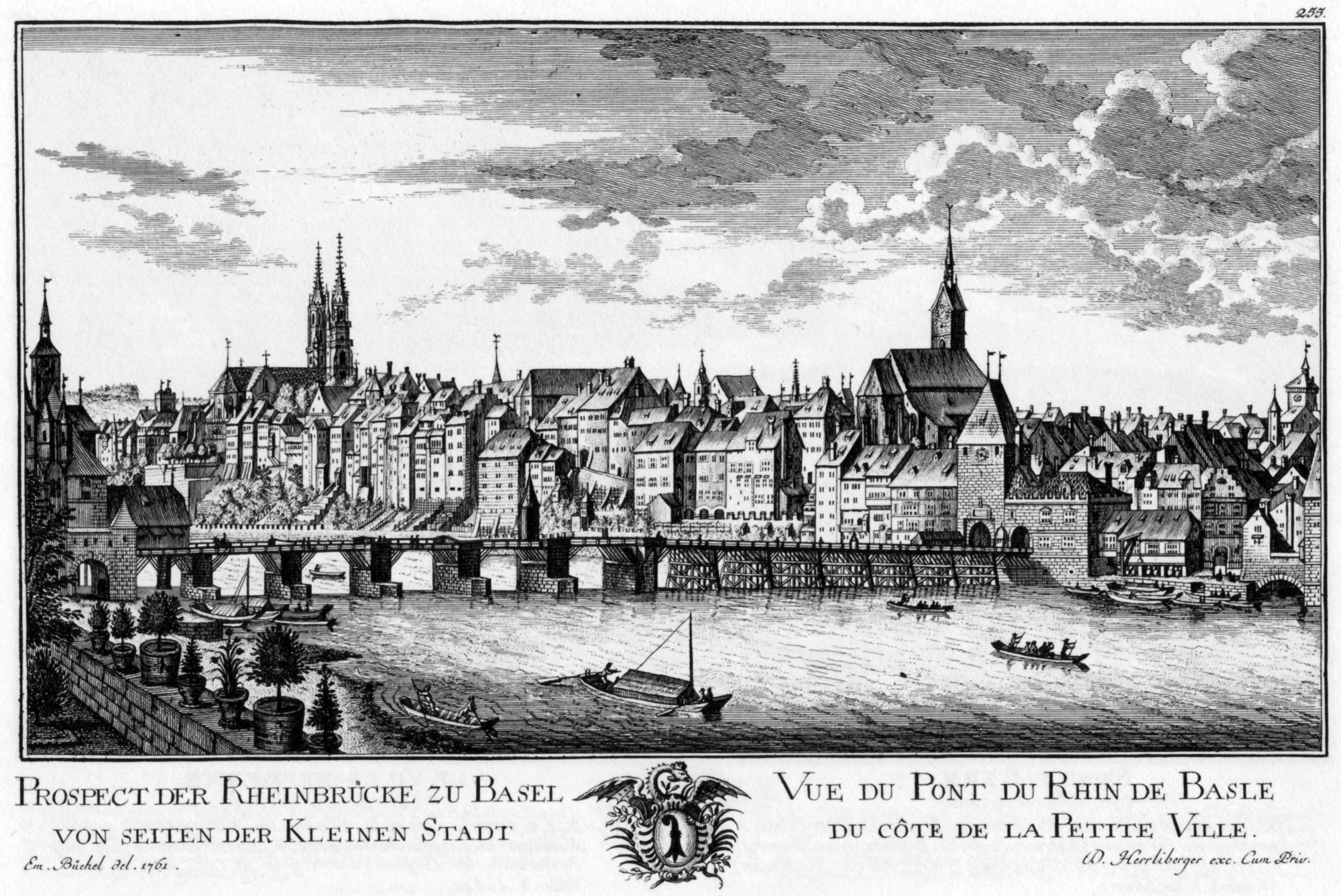
Міст близько 1760 р. Гравюра на міді Давид Герлібергер за шаблоном Емануель Бюхель

Розвиток Готтардського шляху не міг бути поштовхом, оскільки він став дуже важливим для міжміської торгівлі лише в XIV столітті.

Базельський історик Вернер Маєр вважає, що будівництво мосту було частиною регіональної політики влади Генріха, який безуспішно намагався розширити своє панування на північ після смерті останнього Церінгена в 1218 році.
Сім'я Церінгенів досягла піку панування в регіоні в XII столітті та зміцнила його, серед іншого, побудувавши міст у Райнфельдені.
Після згасання династії, ймовірно, розгорілася боротьба за розподіл осиротілих територій.
На цьому тлі також можна побачити включення монастирів Св. Власія та Бюргельна, які втратили свого патрона, коли рід Церінгенів згас.

Уже в римські часи через Рейн перекинули кілька мостів, наприклад в Августі-Рауриці і Брізіаку (Брайзах) (але жодного в Базелі), але вони занепали після відходу римлян.
Лише у Середньовіччі над Рейном знову почали будувати постійні мости.
На момент будівництва Базельського мосту вже було кілька мостів вище за течією від Базеля, тобто між Базелем і Боденським озером (наприклад, у Райнфельдені, Лауфенбурзі та Констанці), але нижче Базеля, тобто між Базелем і Північним морем, їх ще не було.
Перший міст через Верхній Рейн побудований лише в 1263 році в Брайзаху, приблизно за 50 км на північ від Базеля, а наступний міст побудований лише в 1388 році в Страсбурзі. (Брайзахський міст частково датований 1212 роком, тому він існував би раніше Базельського мосту.)
Розташування в гирлі Бірсіга було ідеальним, оскільки берег Гроссбазеля тут дуже низький.

### Будівництво
У Базельському державному архіві є документ від 2 грудня 1223 року про позику, яку єпископ взяв у євреїв і під заставу якої він передав частину скарбниці собору.
Зв'язок із будівництвом мосту не згадується, але можна припустити.
У той час, через заборону на відсотки для християн, позичання у євреїв було звичним явищем, і здача священних речей під заставу також не була чимось незвичайним.

Найстаріший документ, у якому згадується будівництво мосту, датується 1225 роком і стосується внесків монастирів Св. Власія та Бюргельна.
П'ять кам'яних пілонів побудували на березі Рейну в Кляйнбазелі.
Однак з боку Гроссбазеля річище було надто глибоким, а течія надто сильною, щоб кам'яні пілони можна було будувати, використовуючи ресурси XIII століття.
Тому з цього боку поставили вісім дубових пілонів.
Міст не мав перил, а перила проїжджої частини нещільно лежали на дерев'яних опорах, щоб під час ожеледиці на мосту не створювався затор.
Також міст міг стати непридатним для використання на довгий період, якщо у випадку війни ворог захопить правий берег Рейну з Кляйнбазелем.

### Експлуатація та ремонт

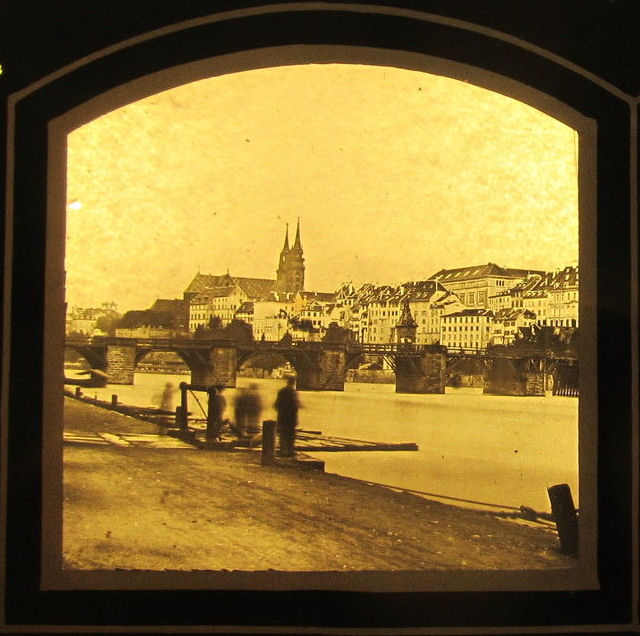
Міст у 1854/55 рр., до останнього капітального ремонту в 1858 році. Ліва половина стереофотографії Клода-Марі Фер'є

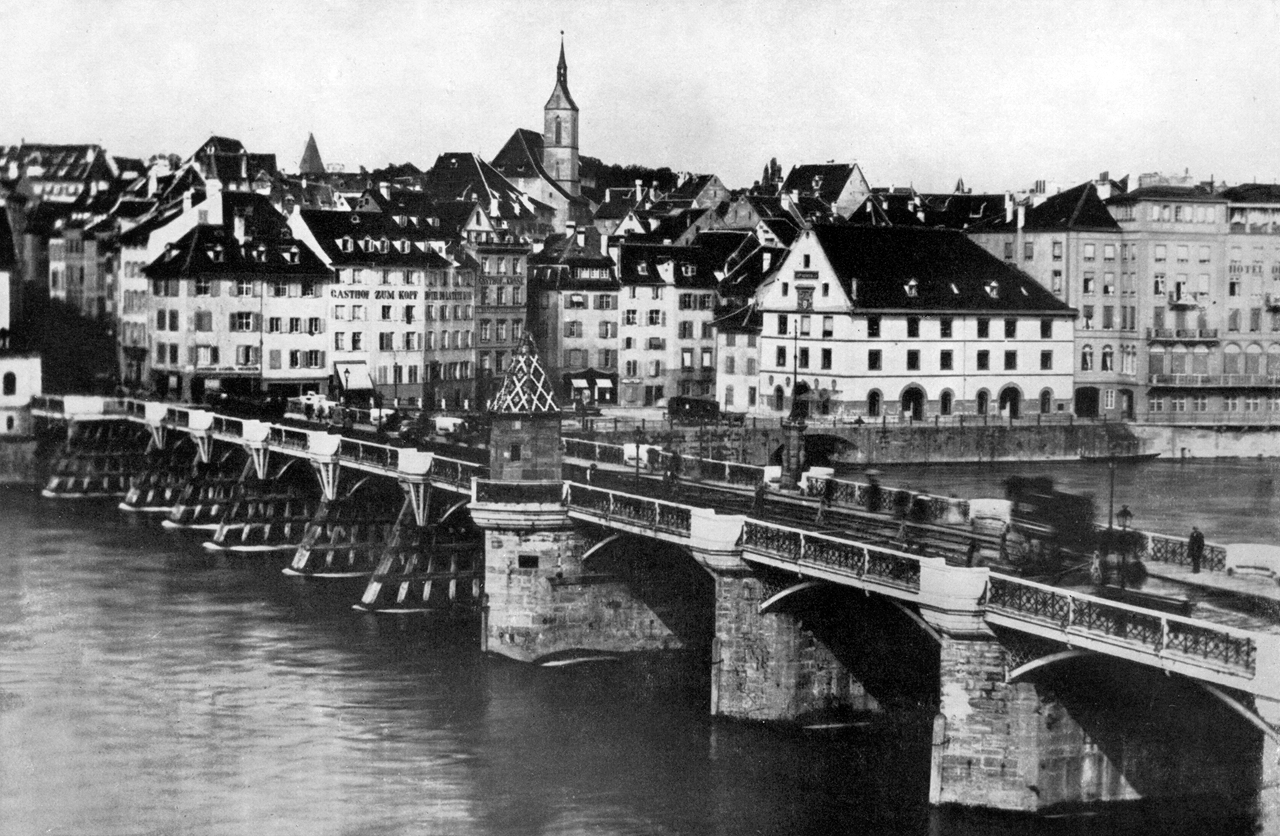
Міст після перебудови 1858 року

Дерев'яні пілони на лівому березі Рейну неодноразово підмивались і пошкоджувалися повенями, уламками та льодом.
У 1275 році потужна повінь спричинила обвал мосту та вбила близько ста громадян.
У липні 1424 року три дерев'яні пілони змило, а через кілька днів п'ятнадцять людей впали з погано відремонтованої дороги в Рейн.
Але кам'яні пілони також необхідно було постійно захищати від загрози ерозії та ремонтувати від пошкоджень.
Ці високі витрати на утримання могли бути лише частково покриті платою за проїзд мостом.
У 1392 році, з нагоди об'єднання Великого і Малого Базеля, на п'ятому, тоді крайньому кам'яному пілоні, побудували невелику каплицю «Керрелі». Каплиця також служила для обважнення пілона, який мав краще протистояти повені.
У 1457 році кам'яну частину мосту розширили шостим пілоном, замість дерев'яного.
Спочатку плацдарм Гроссбазеля був захищений Рейнською брамою.
Дата будівництва Рейнської брами документально не підтверджена, але ймовірно, що її побудували разом з мостом.
До кінця XIV століття, тобто до об'єднання Гросс- і Кляйнбазеля, останню частину мосту з боку Гроссбазеля спроєктували як підйомну.
Пізніше Рейнська брама дедалі більше перетворювалася на перешкоду для руху, тому її знесли в 1839 році, за 20 років до того, як Велика рада вирішила розширити місто та знести міські мури.

У першій половині XIX століття браму з першим пілоном на березі Кляйнбазеля знесли.
З 1895 року по мосту також проходила перша трамвайна лінія Базеля, яка сполучала два вокзали Базеля.

### Місце страти в Кеппелійох
Міст також слугував місцем страти.
У Кеппелійох смертний вирок виконувався шляхом утоплення, при цьому дітовбивць, перелюбниць і злодіїв кидали в річку зі зв'язаними руками й ногами.
Якби їх виловили живими з Рейну за Томастурм, приблизно за 800 м, тобто на межі міста в той час (що, зокрема, неодноразово робили черниці Клінгентальського монастиря, на превелике невдоволення влади), смертна кара була скасована, і натомість вони були вигнані з міста.

Не відомі на той час методи реанімації
.
У будь-якому випадку, очевидно, «занадто багато» засуджених вижило, тому в 1634 році утоплення замінили обезголовленням.

Іншим видом покарання, яке відбувалося з Кеппелійох, було плавання: зв'язаних і прив'язаних до мотузки засуджених тричі протягували під мостом.

### Демонтаж
Через зарегулювання Верхнього Рейну в XIX столітті швидкість течії Рейну помітно зросла аж до Базеля.

Це призвело до посилення ерозії і, таким чином, до поглиблення річища та прискорення ерозії пілонів, середньовічні фундаменти яких більше не витримували цього підвищеного навантаження.
Необхідні роботи з технічного обслуговування ставали дедалі складнішими та дорожчими, тому в 1899 році Велика рада вирішила замінити міст новим.
Був проведений референдум проти цього рішення, але воно було підтверджено референдумом того ж року.

27 травня 1903 року старий Рейнський міст востаннє обслуговував рух; демонтаж почався наступного дня.

## Сьогоднішній міст

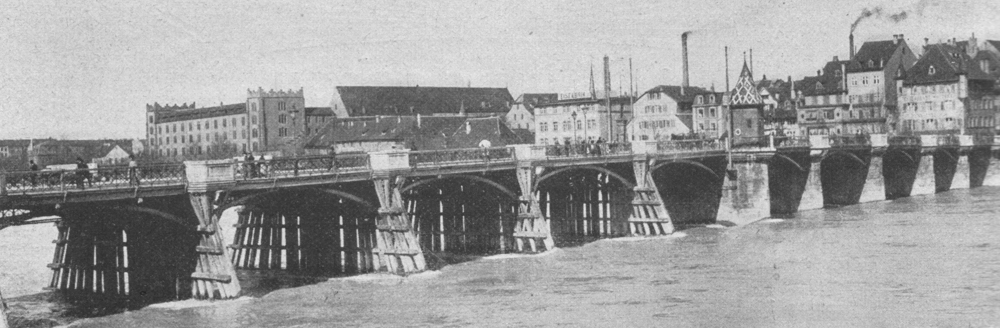
Старий Рейнський міст в 1902 році

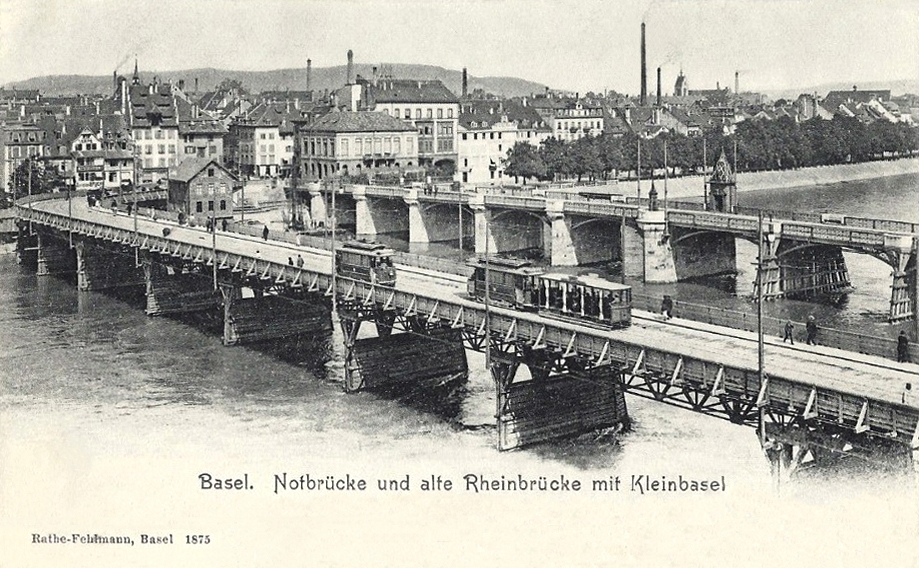
Аварійний міст 1903—1905 рр.

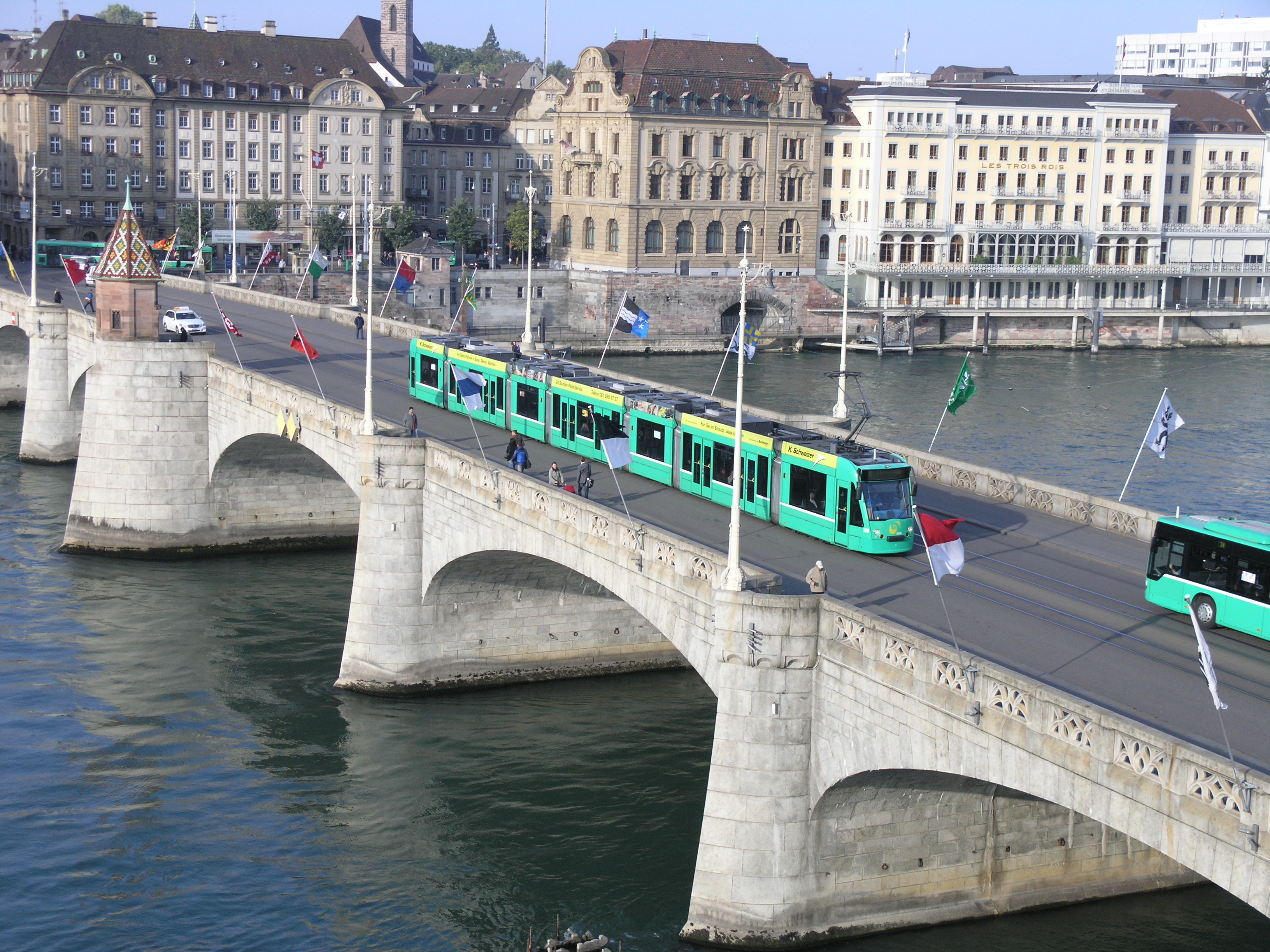
Середній міст, 2013

У 1903—1905 рр. старий міст замінено на новий, повністю зроблений з каменю.
Нову споруду назвали «Середній Рейнський міст». Старий міст, поки він був єдиним, називався просто «Міст через Рейн»; Пізніше, коли додали мости Веттштайн і Йоганнітер, його назвали «Старий Рейнський міст». Назву «Середній Рейнський міст» обрали тому, що на той час у Базелі було три мости через Рейн
,
і це був середній.

Міст має 192 м завдовжки та 18,8 м завширшки, виготовлений з граніту з північної сторони масиву Готтард.
Виготовлений компанією Buss & Cie. від Pratteln і Philipp Holzmann & Cie..
Будівництво коштувало 2,67 млн франків.
Міст має сім прогонів, шість з яких перетинають Рейн, а один — Рейнвег на стороні Кляйнбазеля.
Копія мостової каплиці, «Кеппелійох», побудована на середньому пілоні.
Міст є головним твором історичного мостобудування Швейцарії.
Архітектурно-містобудівні міркування зіграли вирішальну роль у виборі конструкції та будівельних матеріалів: щоб не погіршити архітектурний стиль старого міста, перевагу віддали кам'яному арковому мосту архітекторів Еміля Феша з Базеля та Фрідріха фон Тірша з Мюнхена, над сучасним залізним фермовим мостом.

### Будівництво
Щоб забезпечити рух через Рейн, під час будівництва нового мосту за кілька метрів нижче за течією був побудований тимчасовий міст із 12 дерев'яних прогонів.
11 листопада 1905 року народним гулянням відкрито рух по новому Середньому мосту.

### Ремонт
У 2002 році міст реконструйований. Зовнішній вигляд не змінювався.
Через те що міст є частиною безавтомобільного центру міста, міст був закритий для приватного моторизованого транспорту з початку 2015 року.
Влітку 2017 року також розширили тротуари на 40 см.

## Статуї

### «Амазонка»

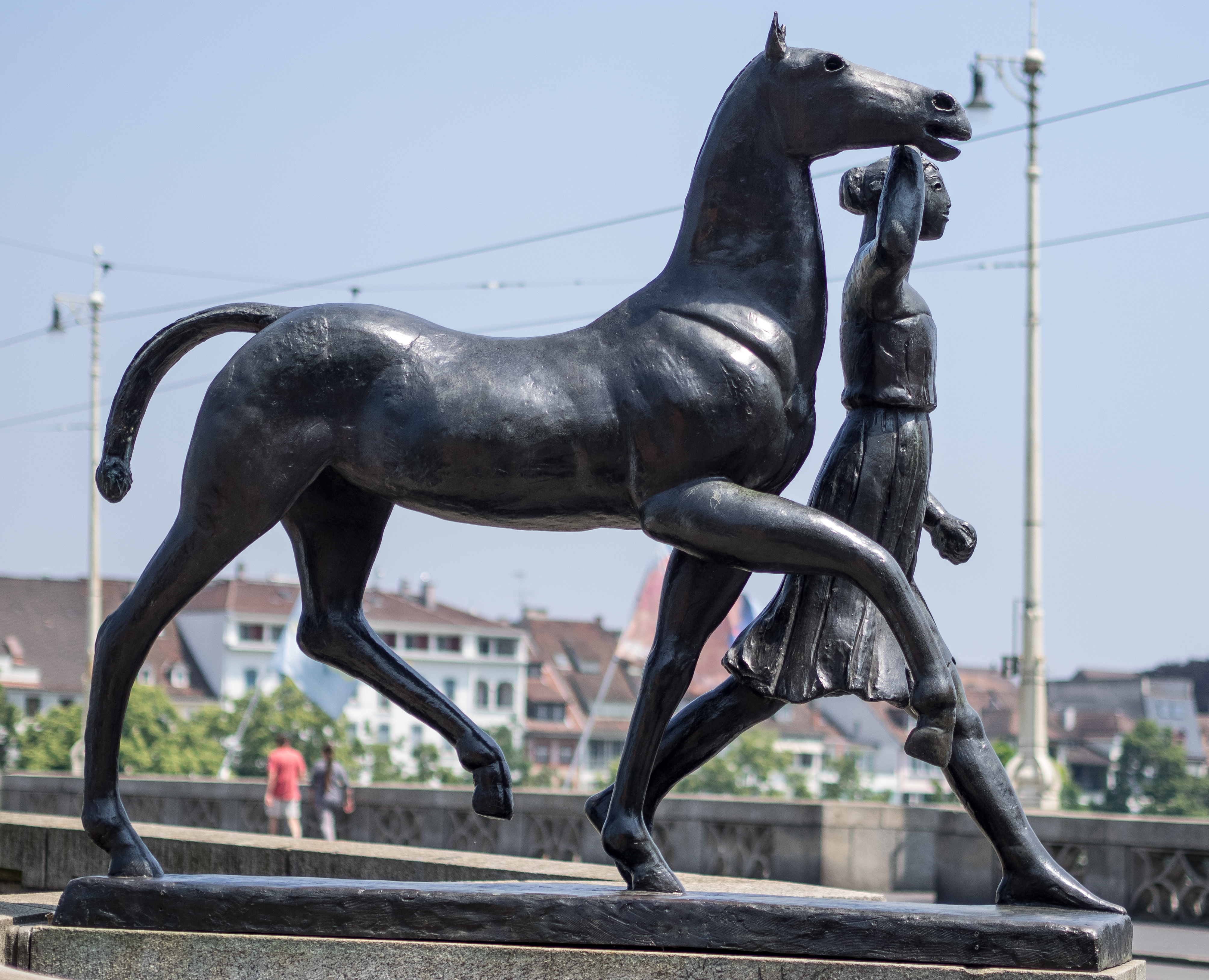
«Амазонка, що веде коня»

Скульптура Карла Буркгардта «Амазонка, що веде коня» стоїть на Гроссбазельському березі. Створена на замовлення Базельської художньої асоціації та зображує крокуючу амазонку, яка веде коня.
Буркгардт створив гіпсову модель, але помер в 1923 році після швидкоплинної хвороби, перш ніж її відлили.
Бронзове лиття зроблено вже після його смерті.
На скульптурі видно сліди шпателя від гіпсової моделі, деякі з яких Буркгардт міг видалити.
Жінка також мала тримати в руках ослаблену поводу. Тому робота, ймовірно, незавершена.
«Амазонка» — остання робота Буркгардта.
Спочатку вона мала бути в саду художньої галереї, але після несподіваної ранньої смерті художника мистецька асоціація передала його кантону, який встановив його на поточному місці в 1927 році.
Фігура не має зв'язку з місцем розташування, а є суто «вуличним оздобленням».

### «Гельвеція в подорожі»
Скульптура «Гельвеція в подорожі» Беттіни Айхін створена в 1980 році з нагоди конкурсу «Basler Kunstkredits». На ньому зображена жінка, яка склала свій багаж і тепер сидить на стіні біля Кляйнбазельського плацдарму й задумливо дивиться на Рейн.
На дошці написано: «Одного разу Гельвеція залишає монету в два франки, змішується з людьми і вирушає в далеку подорож. По дорозі вона також потрапляє в Базель. Після важкої прогулянки містом вона знімає плащ, щит, спис і валізу, спирається на пілон Середньорейнського мосту і задумливо дивиться вниз по Рейну…»

Беттіна Айхін, яка завжди розуміла своє мистецтво як політичне, сказала в інтерв'ю 2010 року: "Я хотіла знову перетворити алегорію Гельвеції на наших монетах на жінку, звільнити її від церемоніального карбування, дозволити їй вийти — так само, як ми жінки робили тоді. Лише мало людей зрозуміли, що я хотів висловити Гельвецією 30 років тому. […] Вона залишає карбування монет, тобто грошей, і збирається відпочити на своєму п'єдесталі, втомлена, замислена та відвернена — якості, які не цінуються в жінках. Вона дивиться вниз по Рейну через кордони. Вона роззброїлася і залишила позаду свої символи суверенітету; валіза є відсиланням до її перебування в русі, до століть пакувань, втечі та мандрівки.

Гельвеція у подорожі Беттіни Айхін
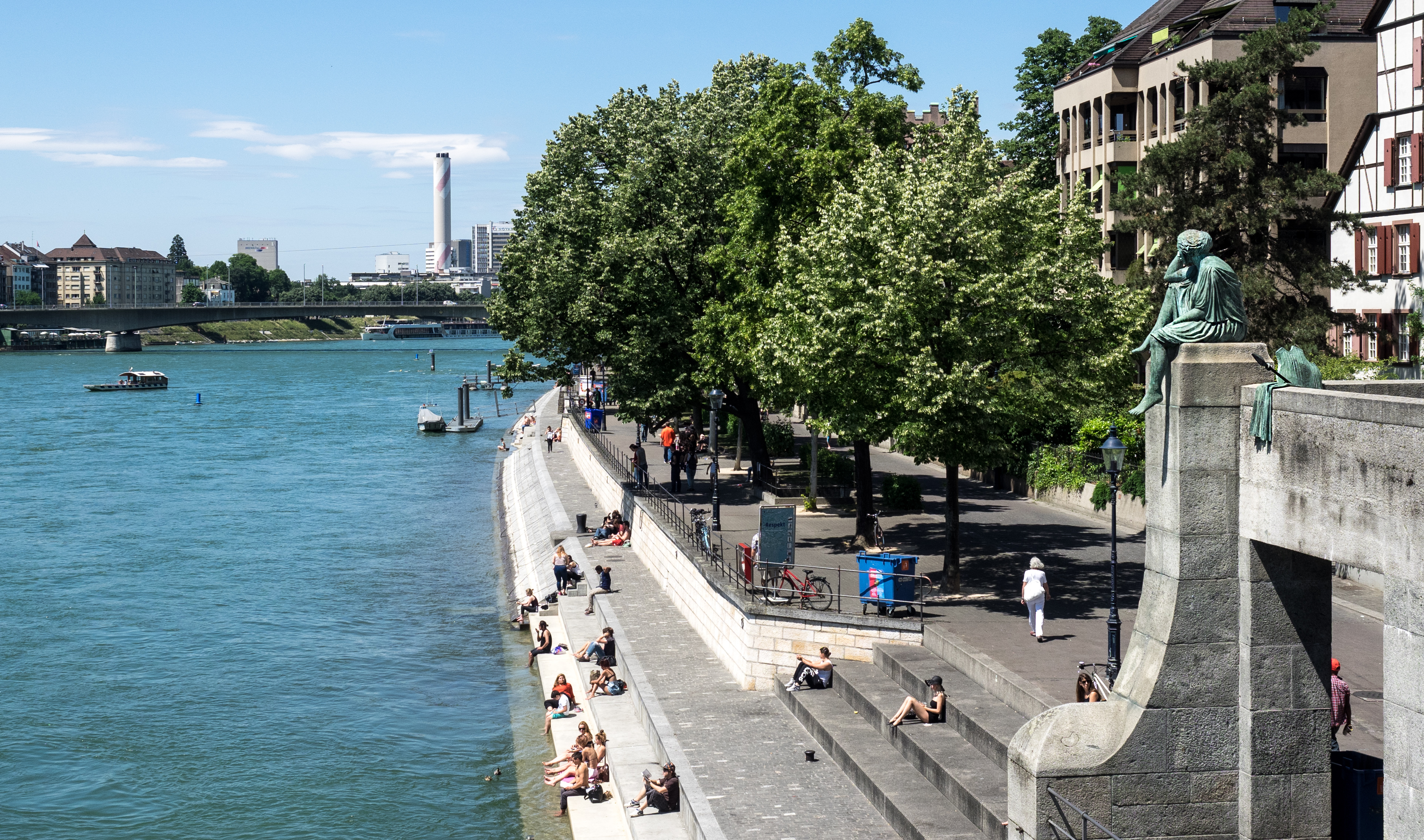
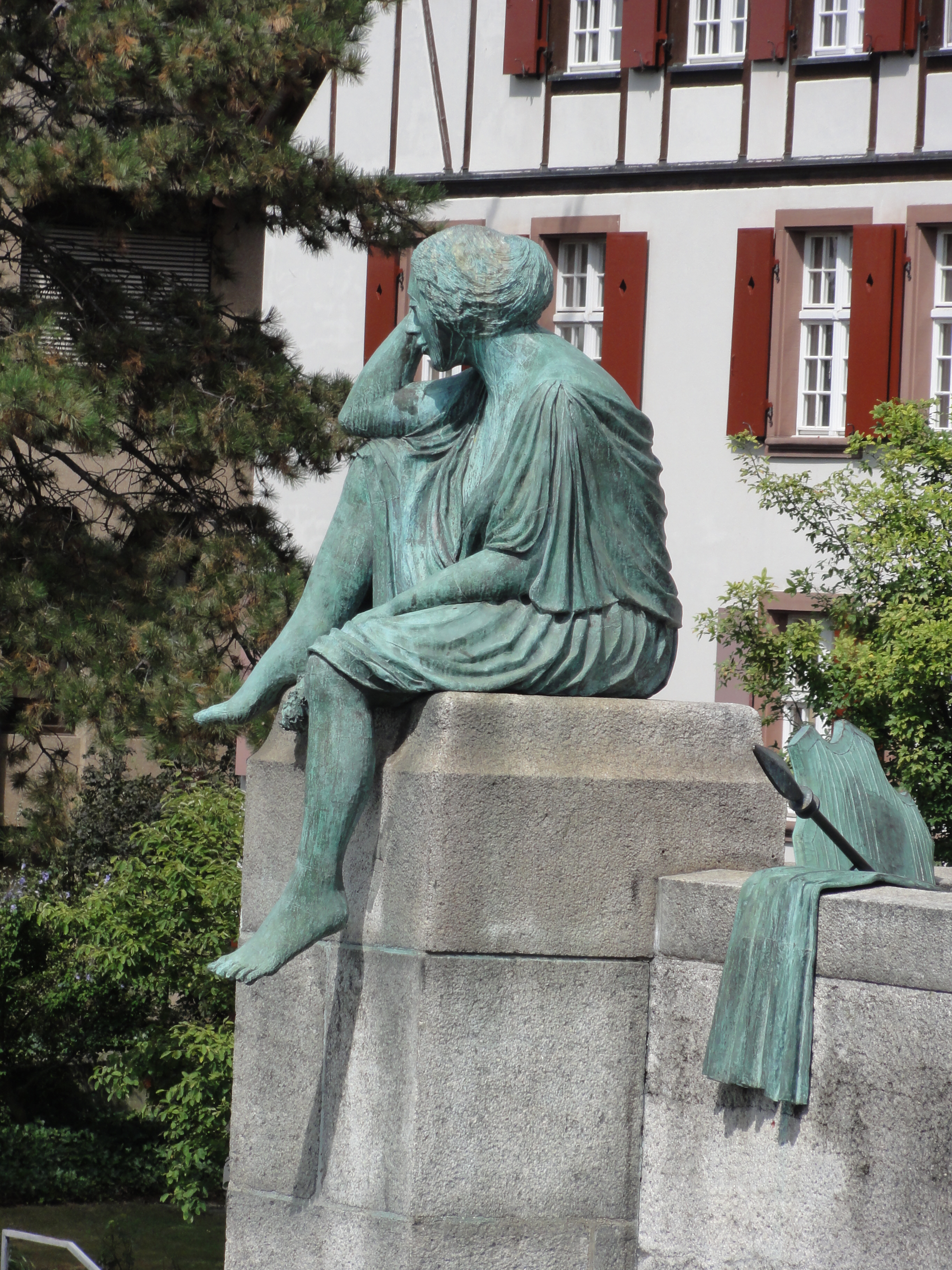
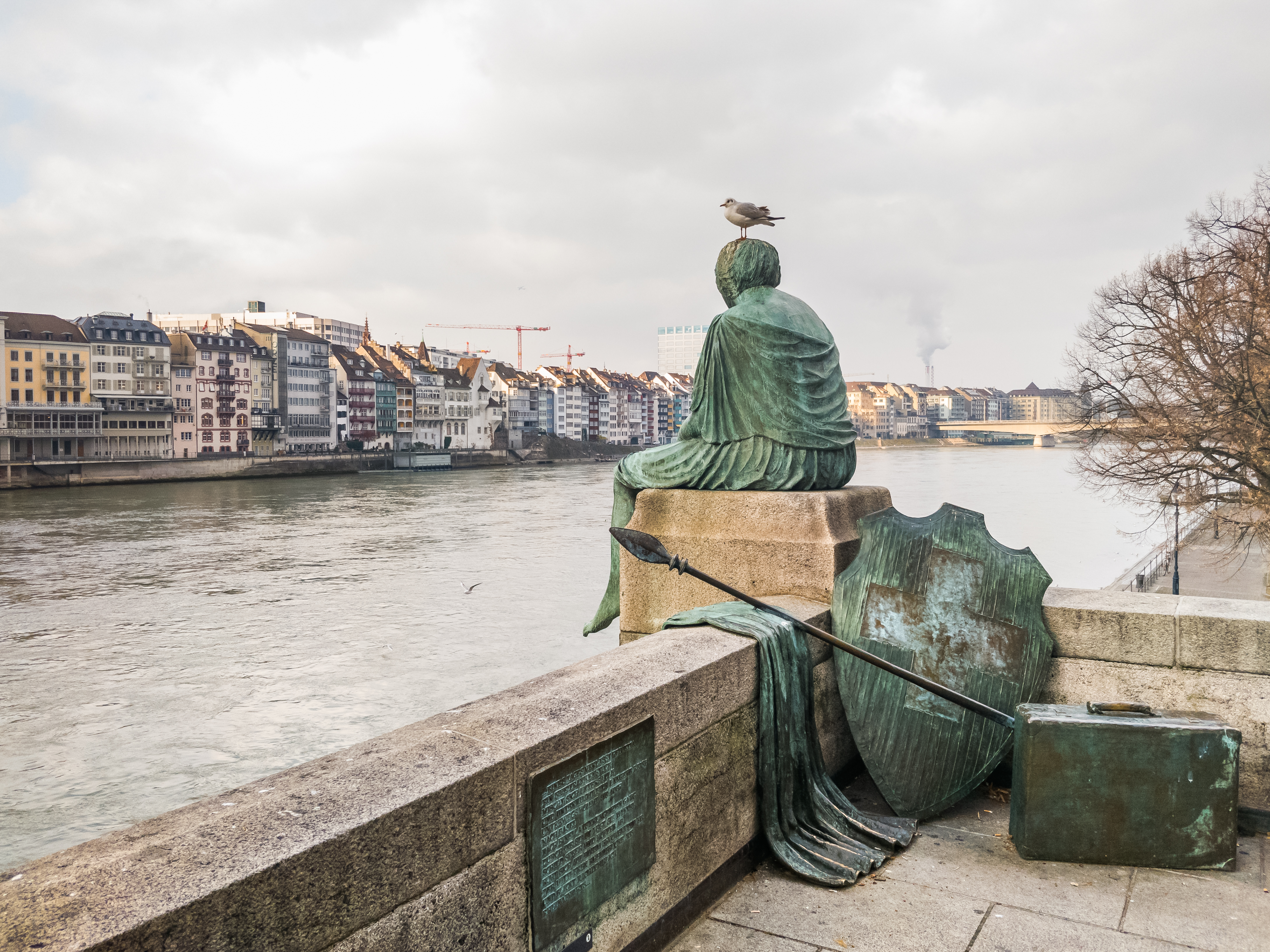

### «Поховання»

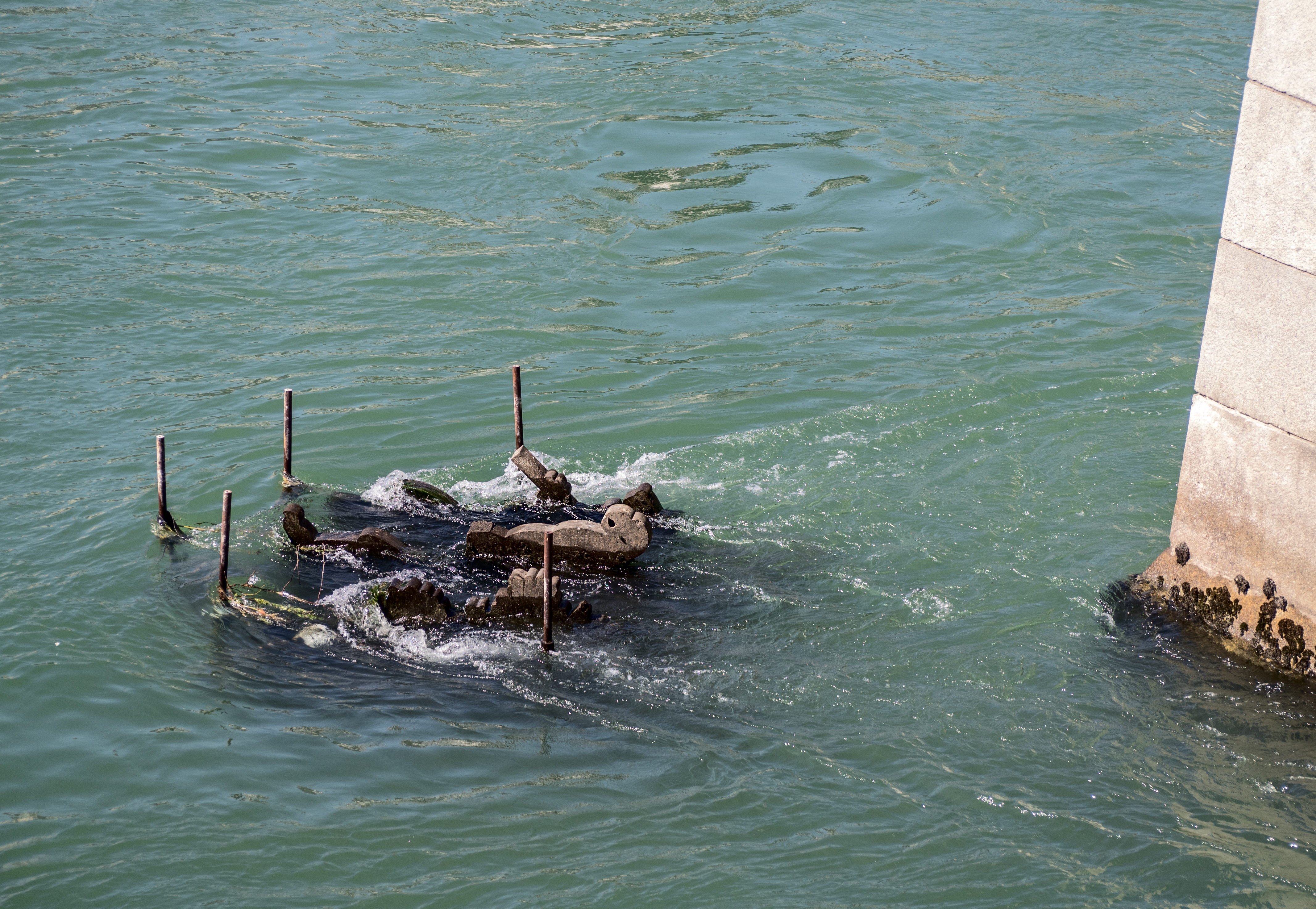
«Поховання» при середньому рівні води.

У 1992 році, з нагоди 600-річчя об'єднання Гросс і Кляйнбазеля, три почесні товариства Кляйнбазеля подарували кантону скульптуру «Поховання» скульптора Людвіга Штокера.
Вона розташована перед першим пілоном на березі Рейну Кляйнбазеля та показує три фігури: Птах Гриф, Дикий Маа та Лев, які лежать поруч один з одним на катафалку.
Залежно від рівня води, скульптуру добре або зовсім не видно.
Спочатку три почесні товариства хтіли розміщення на площі Клараплац або на березі Рейну, але це відхилив кантон.
Нарешті досягли згоди щодо розташування в Рейні.

### «Дошка відьом»

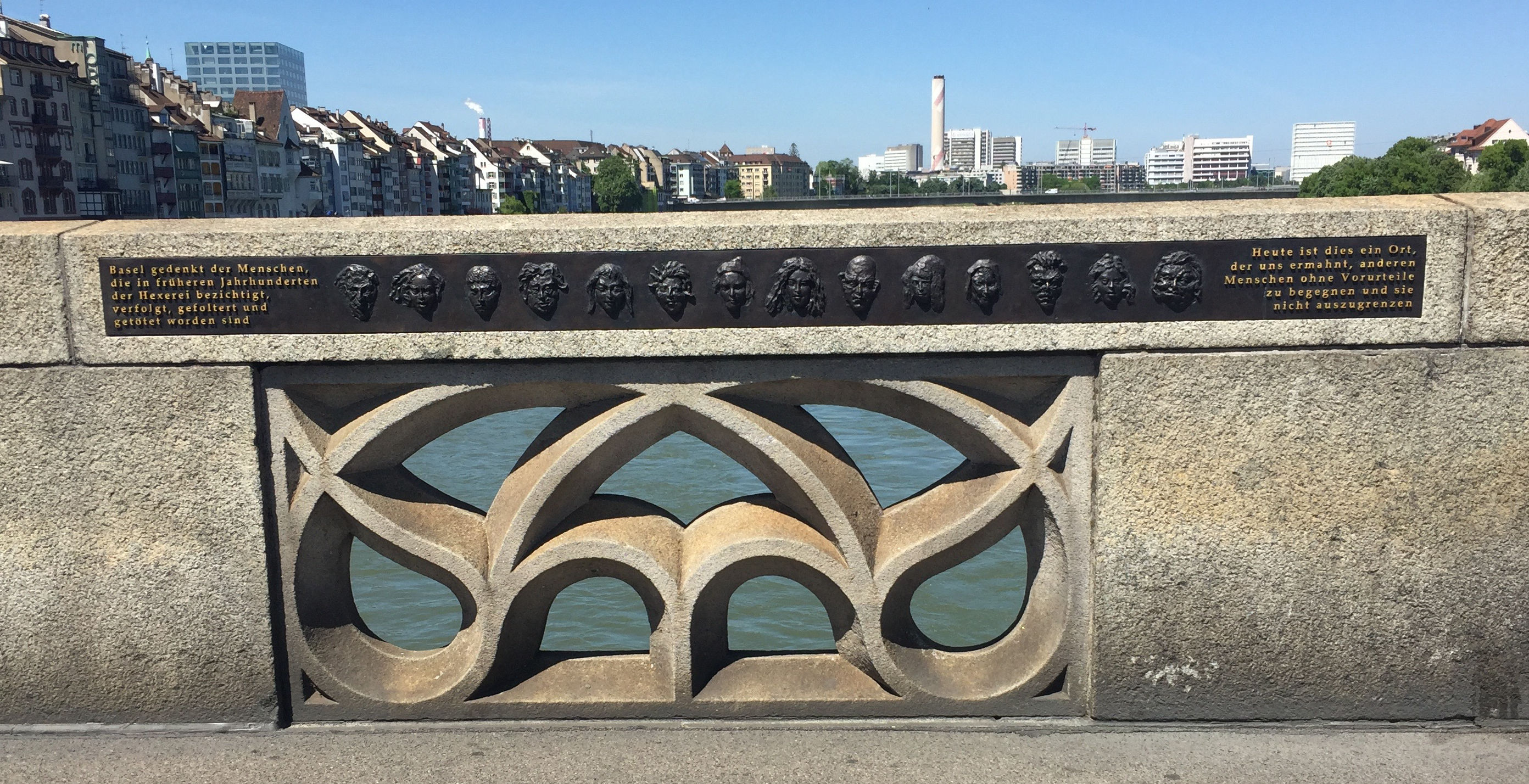
«Дошка відьом»

З ініціативи радника Великої Ради Бригітти Гербер 22 березня 2019 року

урочисто відкрито меморіальну дошку жертвам полювання на відьом.
Бронзову меморіальну дошку спроєктував художник і скульптор Маркус Бемер
,
який дав цій роботі назву «Відьомська дошка».
Його слід розуміти як реабілітацію в символічному значенні.
Окрім художніх елементів, табличку прикрашає наступний напис: «Базель вшановує пам'ять людей, яких звинувачували в чаклунстві, переслідували, катували та вбивали в попередні століття. Сьогодні це місце, яке нагадує нам зустрічати інших людей без упереджень і не сегрегувати їх».

## Судноплавство
Середній міст є проблемою для великого судноплавства.
Міст не тільки дуже вузький, але й розташований у вигині річки, що також призводить до складних умов течії.
Тому для того, щоб мати право плавати на цій ділянці Рейну, потрібен спеціальний патент.
Якщо капітан не має цього патенту, він повинен взяти на борт лоцмана для подорожі через Базель.
Через малий кліренс кермову рубку багатьох суден доводиться опускати, щоб пройти під нею.
Контейнеровози також можуть ходити на цій ділянці Рейну лише з «двоповерховим» вантажем.